# Ahar
Ahar (tiếng Ba Tư: اهر) là thành phố huyện lỵ huyện Ahar, tỉnh Đông Azerbaijan, Iran. Theo điều tra dân số năm 2006, thành phố có dân số 85.782 người trong 20.844 người. Thành phố được biết đến với chợ bán thảm Ahar. Vào thế kỷ 12-13, Ahar đã là kinh đô của một tiểu vương quốc nhỏ và tồn tại trong thời gian ngắn được trị vì bởi triều đại Pishteginid có nguồn gốc Gruzia. (1155-1231).